# Ай, Джессика
Джессика Джо-Анн Ай (англ. Jessica Jo-Anne Eye, род. 27 июля 1986, Рутстаун, штат Огайо, США) — американский профессиональный боец смешанных единоборств, известна по выступлениям в Ultimate Fighting Championship в наилегчайшей и легчайшей весовых категориях.

## Карьера бойца смешанных единоборств
Джессика Ай начала соревноваться в смешанных боевых искусствах (MMA) в 2008 году, собрав непобедимый любительский рекорд до 2010 года. Джессика достигла значительного успеха и после того, как стала профессионалом, выиграв каждый из своих боев в Bellator и собрала статистику в 10 побед при одном поражении после подписания контракта с UFC в 2013 году.

## Статистика выступлений в MMA
| Боёв 27         | Побед 15 | Поражений 11 |
| --------------- | -------- | ------------ |
| Нокаутом        | 3        | 1            |
| Сдачей          | 1        | 1            |
| Решением        | 11       | 9            |
| Не состоявшихся | 1        | 1            |

| Результат    | Рекорд    | Соперник            | Способ                                  | Турнир                                 | Дата             | Раунд | Время | Место                          | Примечание |
| ------------ | --------- | ------------------- | --------------------------------------- | -------------------------------------- | ---------------- | ----- | ----- | ------------------------------ | --- |
| Поражение    | 15-11 (1) | Мэйси Барбер        | Единогласное решение                    | UFC 276                                | 2 июля 2022      | 3     | 5:00  | Лас-Вегас, Невада, США         | |
| Поражение    | 15-10 (1) | Женнифер Майя       | Единогласное решение                    | UFC 264                                | 11 июля 2021     | 3     | 5:00  | Лас-Вегас, Невада, США         | |
| Поражение    | 15-9 (1)  | Джоанн Колдервуд    | Единогласное решение                    | UFC 257                                | 23 января 2021   | 3     | 5:00  | Абу-Даби, ОАЭ                  | |
| Поражение    | 15-8 (1)  | Синтия Кальвильо    | Единогласное решение                    | UFC on ESPN: Ай vs. Кальвильо          | 13 июня 2020     | 5     | 5:00  | Лас-Вегас, Невада, США         | Бой в промежуточном весе (126,25 фунтов), Ай не сделала вес                                                                |
| Победа       | 15-7 (1)  | Вивиани Араужу      | Единогласное решение                    | UFC 245                                | 14 декабря 2019  | 3     | 5:00  | Лас-Вегас, Невада, США         | Бой в промежуточном весе (131 фунт), Ай не сделала вес                                                                     |
| Поражение    | 14-7 (1)  | Валентина Шевченко  | Нокаут (удар ногой в голову)            | UFC 238                                | 8 июня 2019      | 2     | 0:26  | Чикаго, Иллинойс, США          | Бой за титул чемпионки UFC в наилегчайшем весе                                                                             |
| Победа       | 14-6 (1)  | Кэтлин Чукагян      | Раздельное решение                      | UFC 231                                | 8 декабря 2018   | 3     | 5:00  | Торонто, Онтарио, Канада       | |
| Победа       | 13-6 (1)  | Джессика-Роуз Кларк | Единогласное решение                    | UFC Fight Night: Ковбой vs. Эдвардс    | 23 июня 2018     | 3     | 5:00  | Каланг, Сингапур               | |
| Победа       | 12-6 (1)  | Калиндра Фариа      | Раздельное решение                      | UFC Fight Night: Стивенс vs. Чой       | 14 января 2018   | 3     | 5:00  | Сент-Луис, Миссури, США        | Возвращение в наилегчайший вес                                                                                             |
| Поражение    | 11-6 (1)  | Бет Коррея          | Раздельное решение                      | UFC 203                                | 10 сентября 2016 | 3     | 5:00  | Кливленд, Огайо, США           | |
| Поражение    | 11-5 (1)  | Сара Макмэнн        | Единогласное решение                    | UFC Fight Night: Алмейда vs. Гарбрандт | 29 мая 2016      | 3     | 5:00  | Лас-Вегас, Невада, США         | |
| Поражение    | 11-4 (1)  | Джулианна Пенья     | Единогласное решение                    | UFC 192                                | 3 октября 2015   | 3     | 5:00  | Хьюстон, Техас, США            | |
| Поражение    | 11-3 (1)  | Миша Тейт           | Единогласное решение                    | UFC on Fox: Диллашоу vs. Барао 2       | 25 июля 2015     | 3     | 5:00  | Чикаго, Иллинойс, США          | |
| Победа       | 11-2 (1)  | Лесли Смит          | Технический нокаут (остановка доктором) | UFC 180                                | 15 ноября 2014   | 2     | 1:30  | Мехико, Мексика                | |
| Поражение    | 10-2 (1)  | Алексис Девис       | Раздельное решение                      | UFC 170                                | 22 февраля 2014  | 3     | 5:00  | Лас-Вегас, Невада, США         | |
| Не состоялся | 10-1 (1)  | Сара Кауфман        | Результат отменён                       | UFC 166                                | 19 октября 2013  | 3     | 5:00  | Хьюстон, Техас, США            | Дебют в легчайшем весе Первоначально победа Ай раздельным решением (отменена из-за положительного теста на марихуану у Ай) |
| Победа       | 10-1      | Карина Дамм         | Единогласное решение                    | NAAFS: Fight Night in the Flats 9      | 1 июня 2013      | 3     | 5:00  | Кливленд, Огайо, США           | Бой в промежуточном весе (132 фунта), Дамм не сделала вес                                                                  |
| Победа       | 9-1       | Зойла Фраусто       | Техническая сдача, удушающий приём      | Bellator 83                            | 7 декабря 2012   | 1     | 0:58  | Атлантик-сити, Нью-Джерси, США | |
| Победа       | 8-1       | Анджела Маганья     | Единогласное решение                    | NAAFS: Rock N Rumble 6                 | 17 августа 2012  | 3     | 5:00  | Кливленд, Огайо, США           | |
| Победа       | 7-1       | Анита Родригес      | Единогласное решение                    | Bellator 66                            | 20 апреля 2912   | 3     | 5:00  | Кливленд, Огайо, США           | Бой в промежуточном весе (131 фунт)                                                                                        |
| Победа       | 6-1       | Келли Уоррен        | Единогласное решение                    | NAAFS: Caged Vengeance 10              | 18 февраля 2012  | 3     | 5:00  | Кливленд, Огайо, США           | |
| Победа       | 5-1       | Дженнифер Скотт     | Единогласное решение                    | NAAFS: Night of Champions 2011         | 23 ноября 2011   | 3     | 5:00  | Кантон, Огайо, США             | |
| Победа       | 4-1       | Кейси Ноланд        | Раздельное решение                      | Bellator 51                            | 24 сентября 2011 | 3     | 5:00  | Кантон, Огайо, США             | Бой в промежуточном весе (128 фунт)                                                                                        |
| Поражение    | 3-1       | Эшлинг Дейли        | Сдача, удушающий приём                  | NAAFS: Fight Night in the Flats 7      | 4 июня 2011      | 2     | 4:00  | Кливленд, Огайо, США           | Бой за титул чемпионки NAAFS в наилегчайшем весе                                                                           |
| Победа       | 3-0       | Эшли Ни             | Технический нокаут                      | Ring of Combat 34                      | 4 февраля 2011   | 1     | 4:34  | Атлантик-сити, Нью-Джерси, США | |
| Победа       | 2-0       | Марисса Колдуэлл    | Единогласное решение                    | NAAFS: Eve of Destruction 1            | 18 сентября 2010 | 3     | 5:00  | Акрон, Огайо, США              | |
| Победа       | 1-0       | Аманда Лавой        | Технический нокаут                      | NAAFS: Fight Night in the Flats 6      | 5 июня 2010      | 2     | 3:18  | Кливленд, Огайо, США           | |
| Источники:   |           |                     |                                         |                                        |                  |       |       |                                | |